# Église Sainte-Croix de Bray-sur-Seine
L'église Sainte-Croix de Bray-sur-Seine (aussi Notre-Dame-Sainte-Croix) est l'église paroissiale de la commune de Bray-sur-Seine, située dans le département de Seine-et-Marne en région Île-de-France, en France. Elle remonte à un édifice du Xe siècle, partiellement reconstruit dans le style roman au XIIe siècle. L'église a été classée au titre des monuments historiques en 1945.

## Histoire
La première église de Bray qui appartenait à la diocèse de Sens a été détruite en 978 par un incendie. À la fin du Xe siècle on a construit une nouvelle église qui a été partiellement reconstruite en 1165 et consacrée en 1169 par l'archevêque de Sens, Guillaume de Blois (1135–1202). En 1174, Henri Ier le Libéral autorise l'installation d'un chapitre de chanoines et l'église devient collégiale sous le vocable de Notre-Dame. Le chœur a été aménagé pour accueillir les chanoines. Après la dissolution du chapitre pendant la Révolution de 1789, l'église devient paroissiale sous le deuxième vocable de la Sainte Croix.

## Architecture

### Extérieur

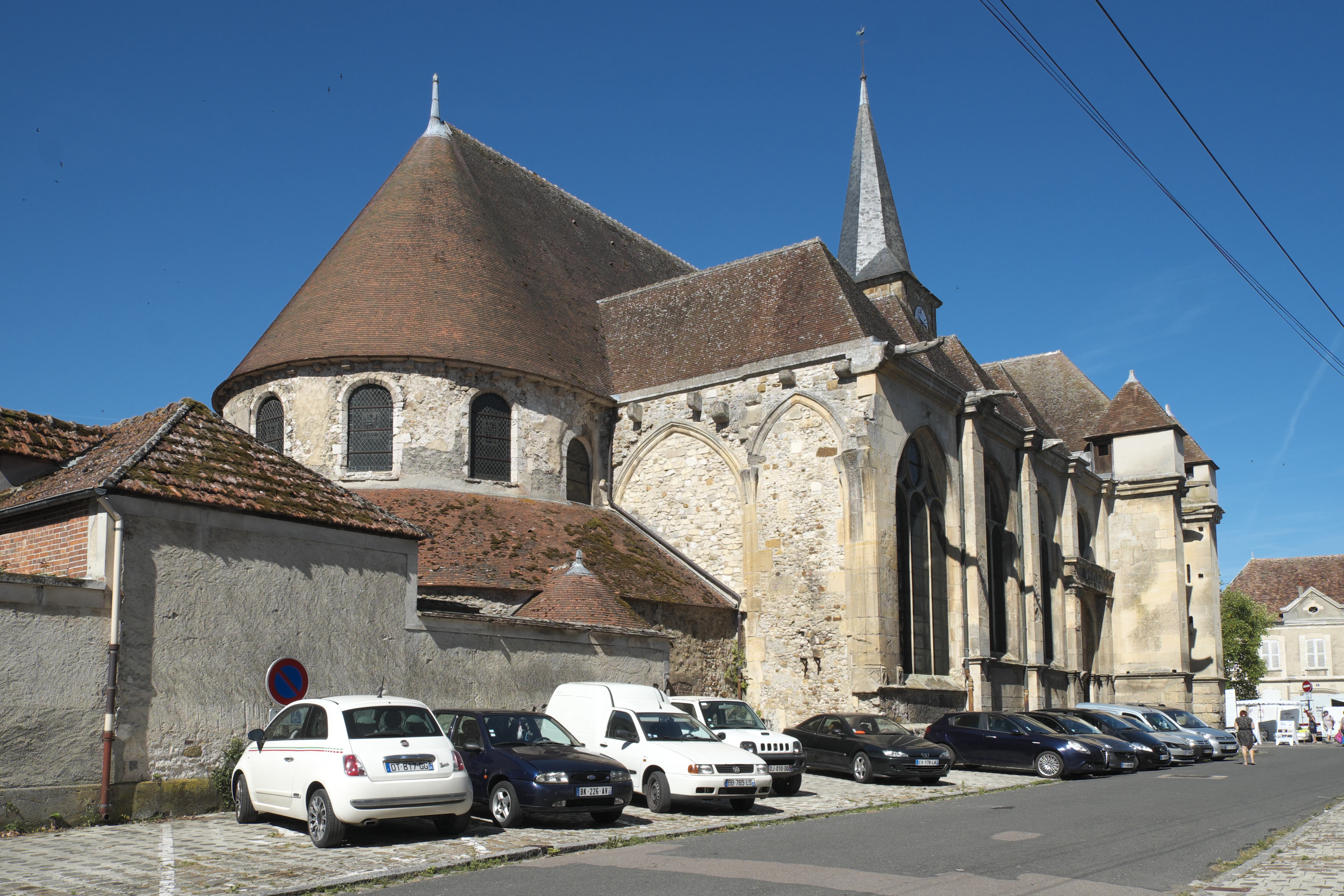
Côté nord, chapelles Renaissance

Devant la façade occidentale se dresse le clocher-porche. Il est renforcé aux angles par de massifs contreforts à ressauts et coiffé d'une flèche couverte d'ardoises. Au rez-de-chaussée s'ouvre un portail en plein cintre couronné d'un fronton triangulaire. La partie supérieure du clocher est percée sur les quatre côtés de baies abat-son en plein cintre surmontées d'horloges. 
Le côté gauche de la façade est percé d'une baie en plein cintre, le côté droit d'un oculus encastré dans une baie rectangulaire. Dans l'angle gauche du clocher est adossée une petite tourelle d'escalier. 
Sur le côté gauche de la nef sont aménagées des chapelles de style Renaissance, percées de grandes fenêtres à trois lancettes et d'un portail encadré de pilastres et surmonté d'un oculus.

### Intérieur
La nef composée de trois vaisseaux comporte une élévation à deux niveaux. Le vaisseau central est couvert d'un berceau brisé en bois qui date du XVe siècle. Les grandes arcades en plein cintre retombent sur des piles massives, au-dessus s'ouvrent des fenêtres hautes également en plein cintre. Les fenêtres du côté nord donnent sur les chapelles latérales construites au XVIe siècle. Les piles, le chœur semi-circulaire ainsi que le déambulatoire et les deux chapelles radiales datent du XIIe siècle, elles sont les parties les plus anciennes de l'église. La chapelle axiale a été construite à la fin du XVIIIe siècle. 

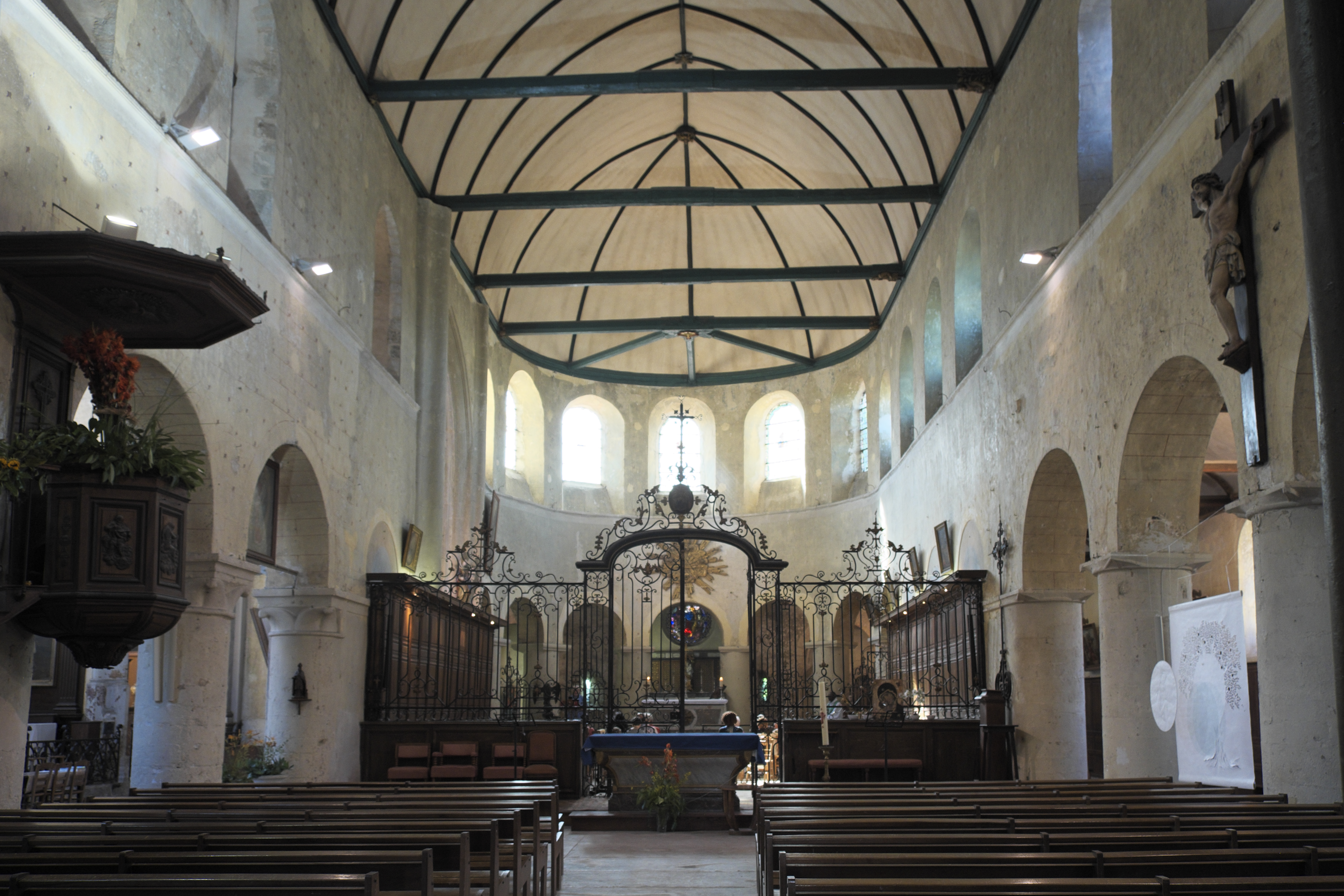
Vaisseau central
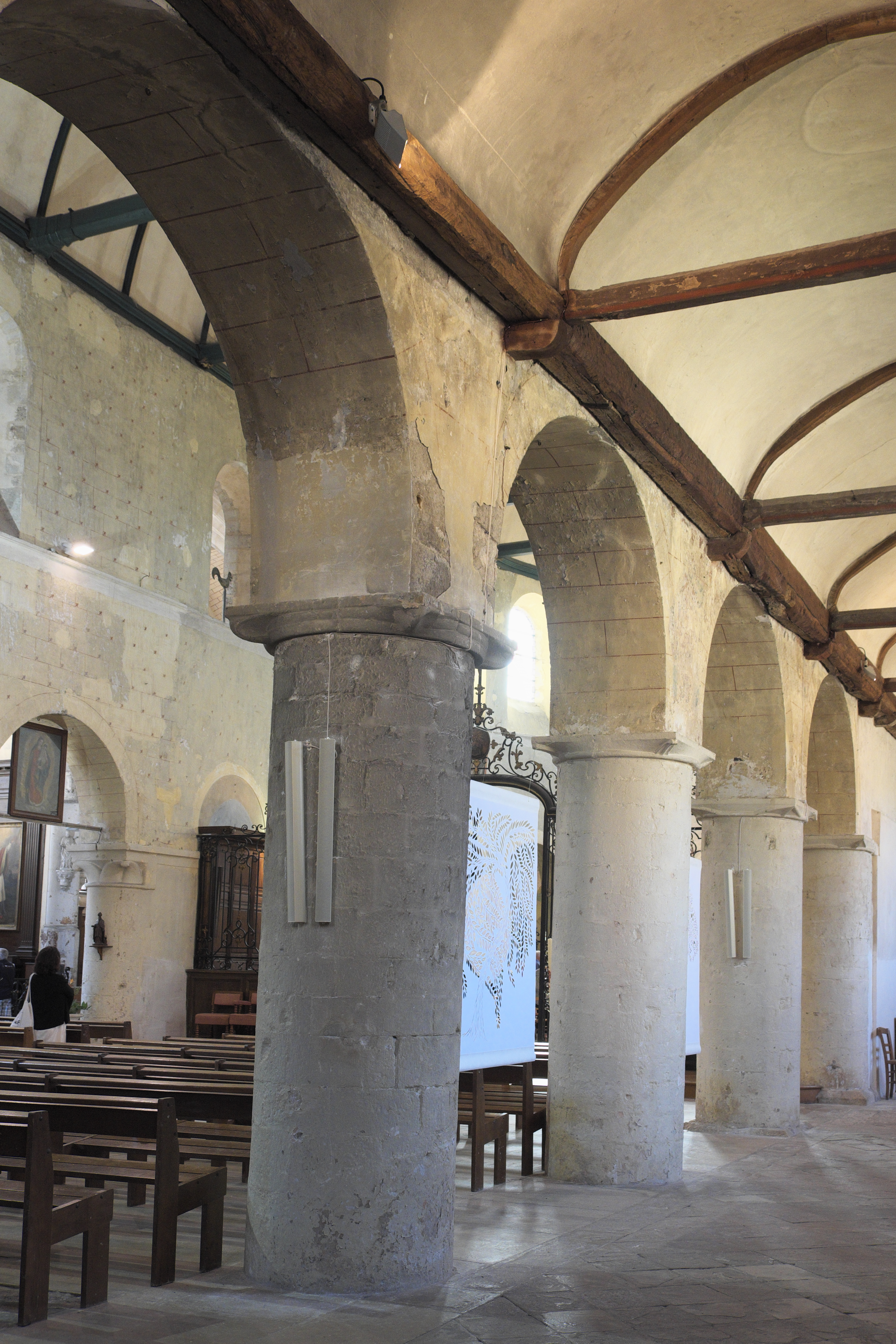
Arcades
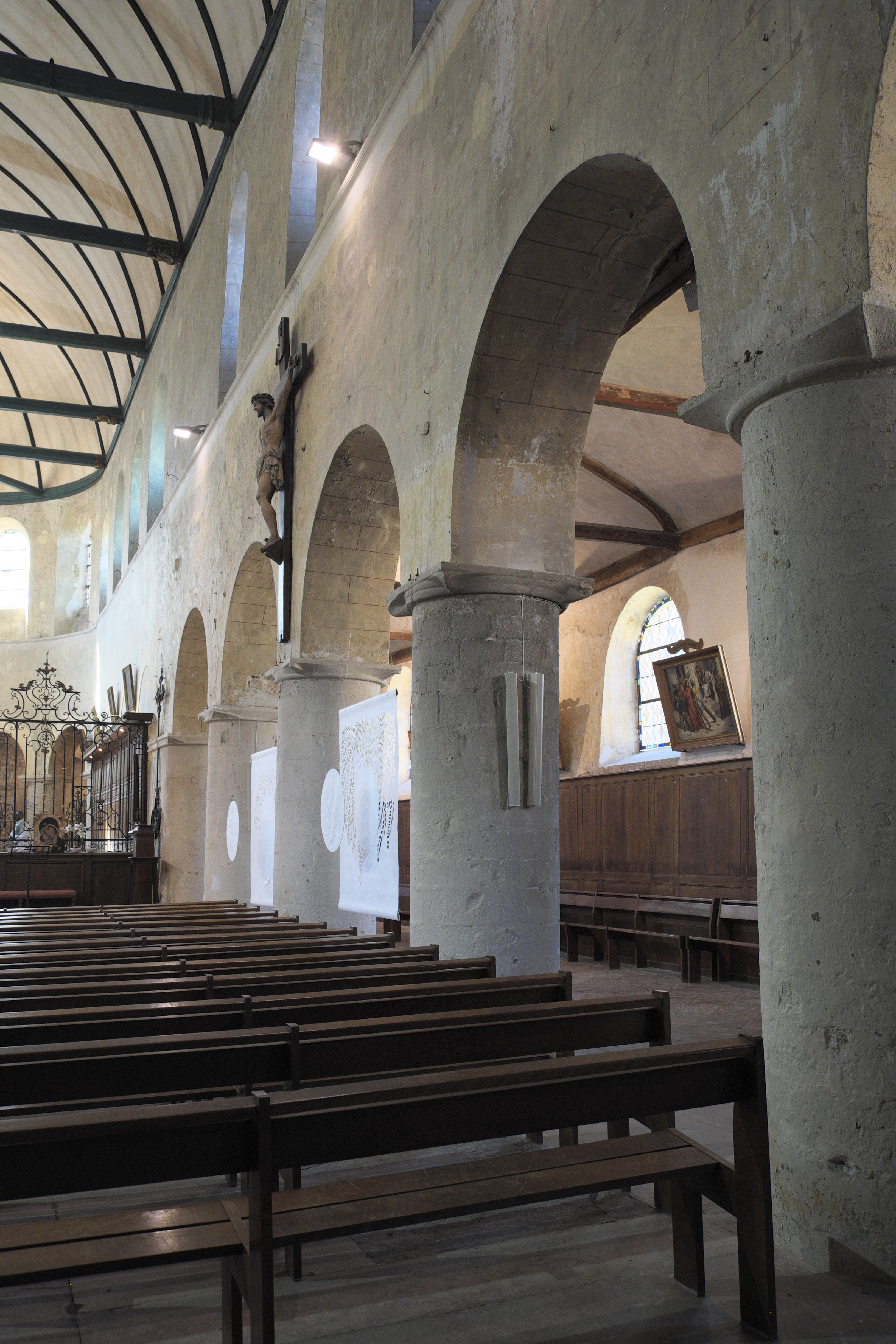
Arcades

## Mobilier

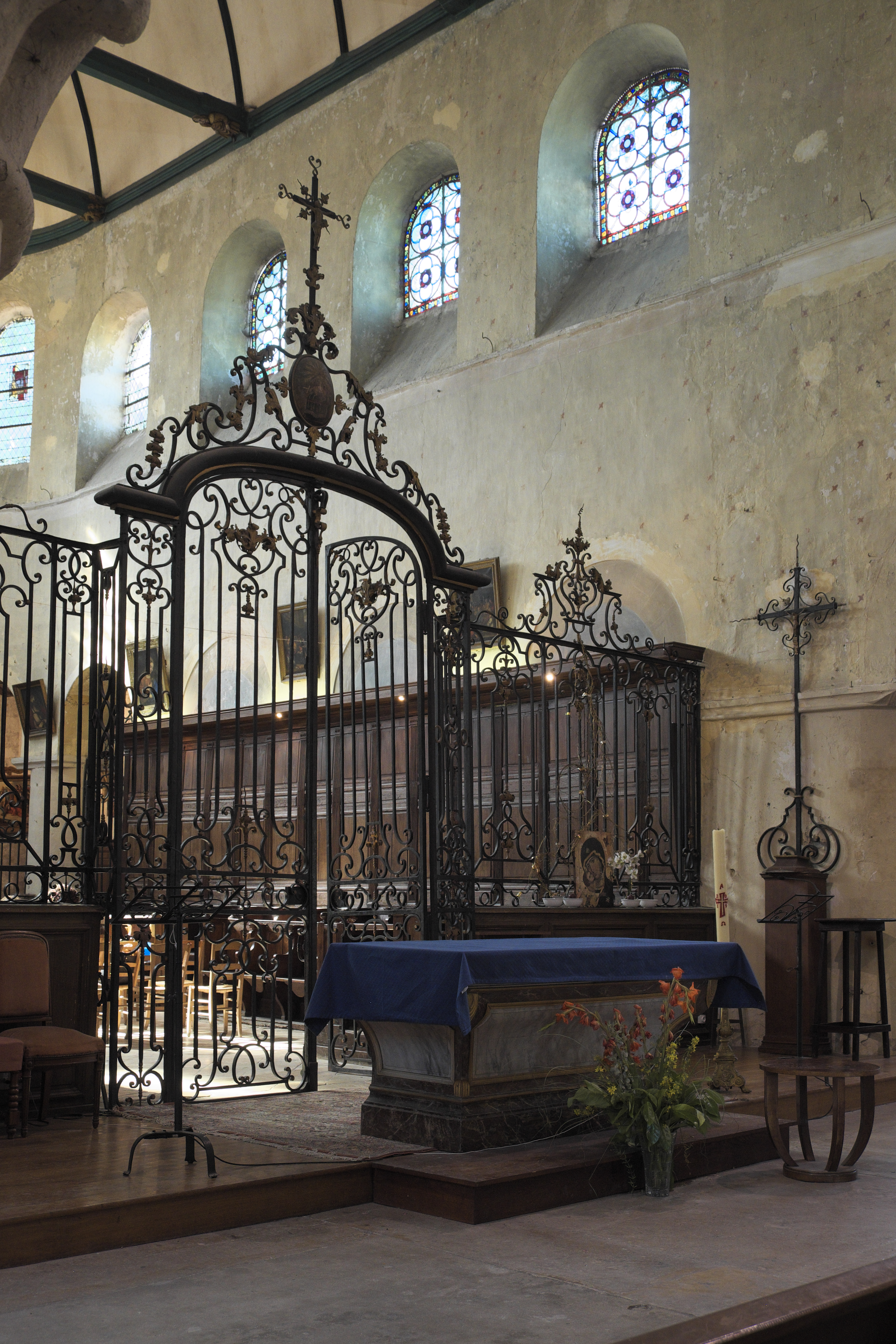
Clôture de chœur

- Les fonts baptismaux en pierre portent la date de 1570. La cuve ovale est godronnée et sculptée d'un bas-relief représentant le baptême du Christ. Sur le bord de la cuve est gravée l'inscription en latin : « NISI QUIS RENATUS FUERIT EX AQUA ET SPIRITU » (Si l'on ne renaît de l'eau et de l'esprit). Au revers sont sculptées les armoiries de la famille de Savoie-Nemours, les seigneurs de Bray aux XVIe et XVIIe siècles. Les fonts baptismaux sont classés monuments historiques au titre d'objets en 1905[2].

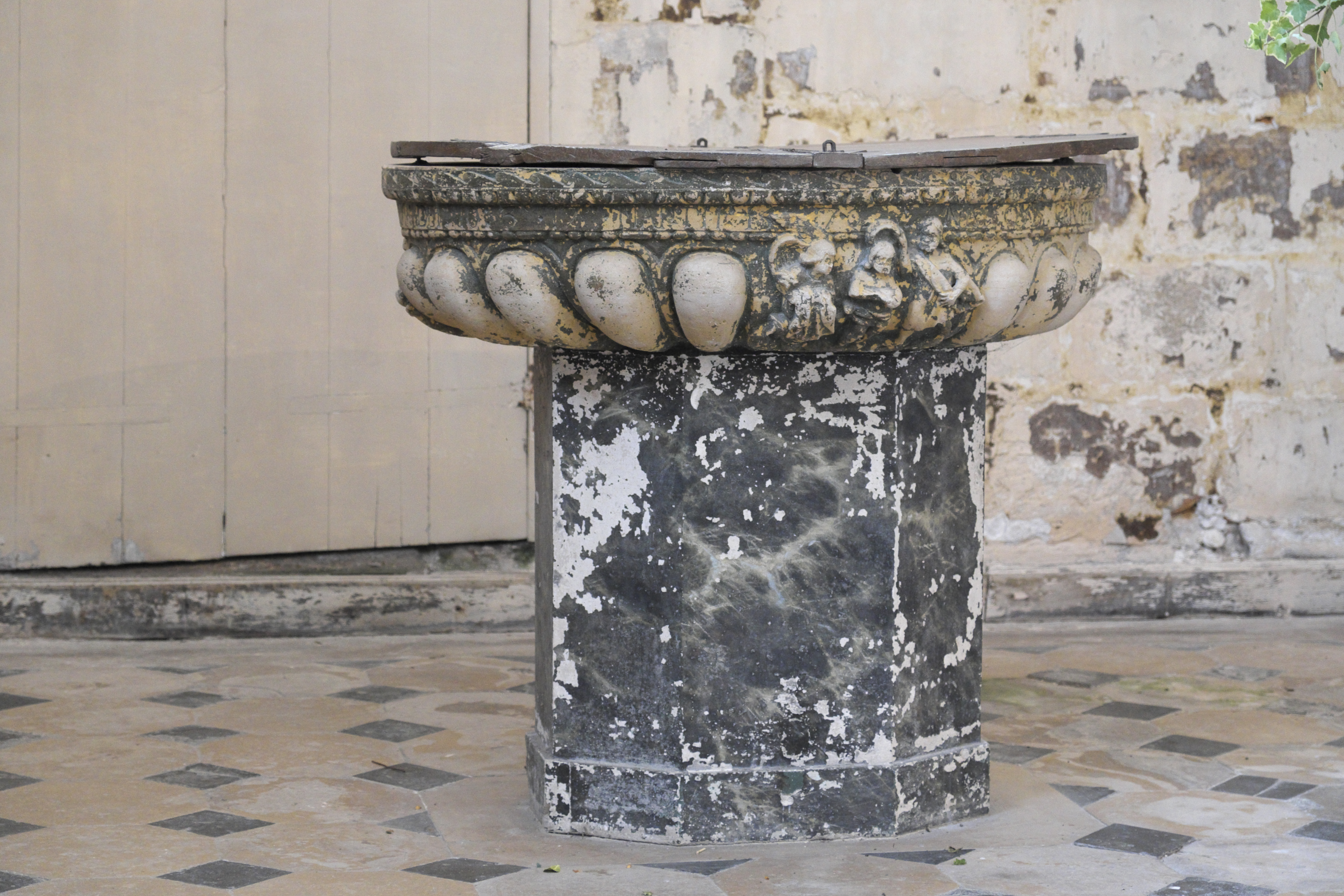
Fonts baptismaux
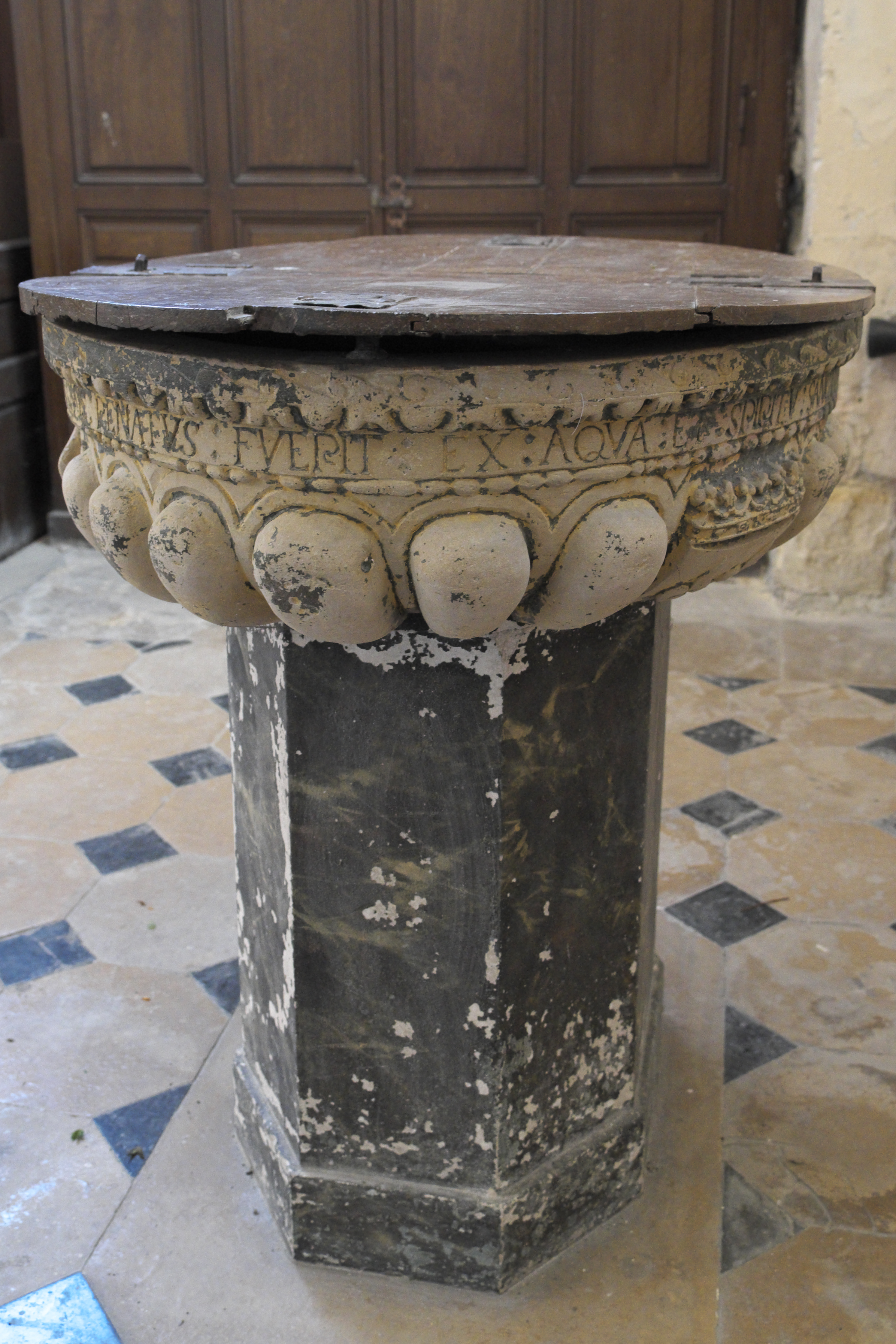
Inscription au bord de la cuve
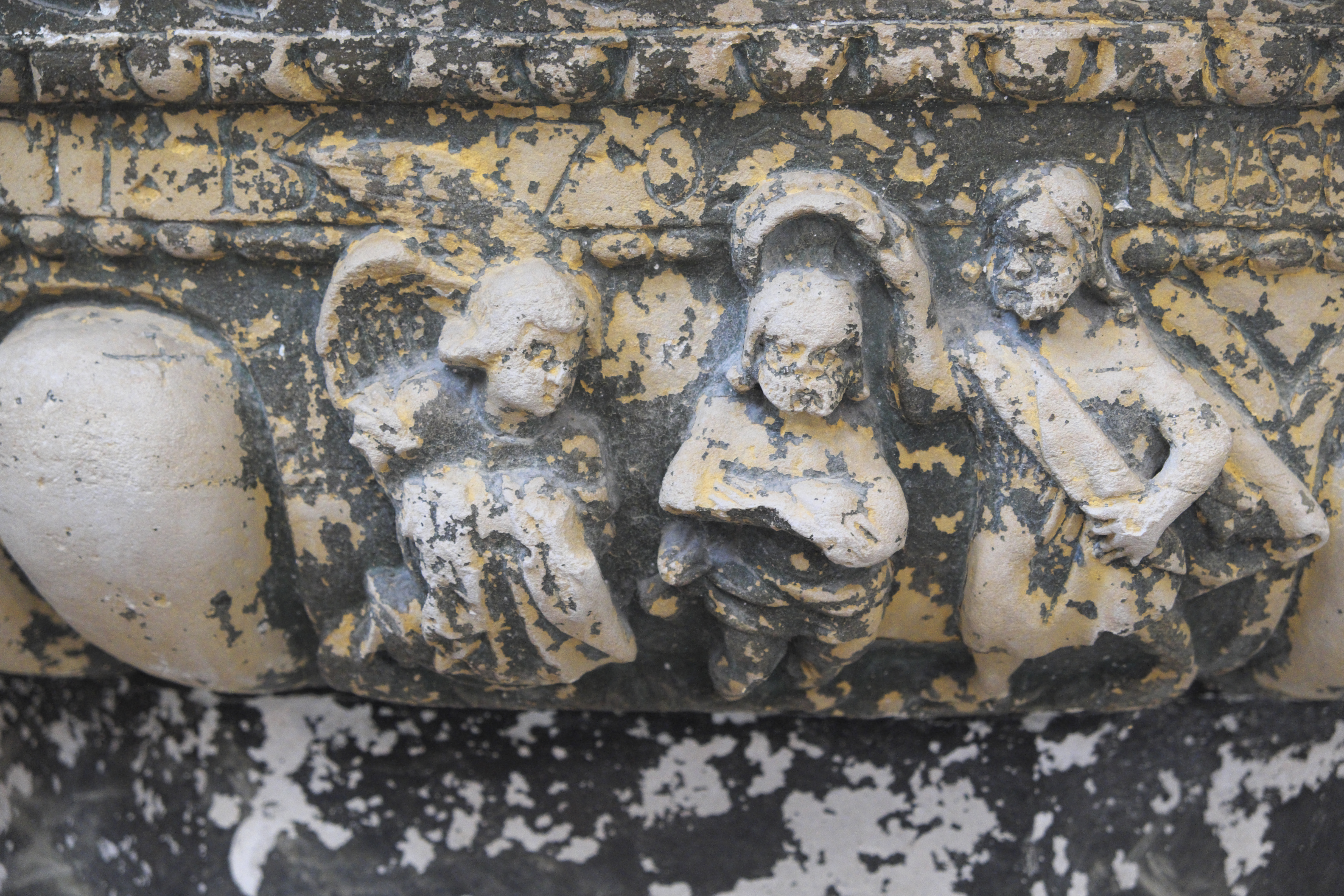
Baptême du Christ

- Au-dessus d'un autel latéral est placée une petite statue de saint Antoine, une cloche dans la main, à ses pieds un cochon et le feu, signe du Mal des Ardents. La sculpture en bois taillé date du XVIe siècle[3] ainsi que les statues des apôtres saint Pierre[4], avec sa clé en fer forgé, et saint Paul[5], le groupe sculpté de l'éducation de la Vierge[6], une Vierge à l'enfant[7], la statue de sainte Marie Madeleine[8], qui tient un flacon de nard dans sa main, et de saint Roch de Montpellier[9], qui montre ses plaies à un ange.
- Les sculptures de saint Nicolas[10], avec les trois enfants dans un saloir à ses pieds, de saint Sébastien[11], percé de flèches, et le groupe sculpté de la Vierge de Pitié[12] datent du XVIe ou XVIIe siècle.
- Dans deux baies de la nef sont posés des bâtons de procession. Sur un bâton du XVIIe siècle est représenté saint Nicolas, sur un bateau votif[13], sur l'autre bâton, daté du XIXe siècle, est représenté saint Eloi[14], le saint patron des orfèvres et des forgerons.
- Dans le déambulatoire est accrochée au mur une crucifixion du Christ légèrement mutilée.
- La clôture de chœur en fer forgé date du XVIIIe siècle. Elle est classée monument historique au titre d'objet depuis 1955[15].
- Les stalles en bois taillé datent également du XVIIIe siècle. Elles ont été classées monuments historiques au titre d'objets en 1982[16].

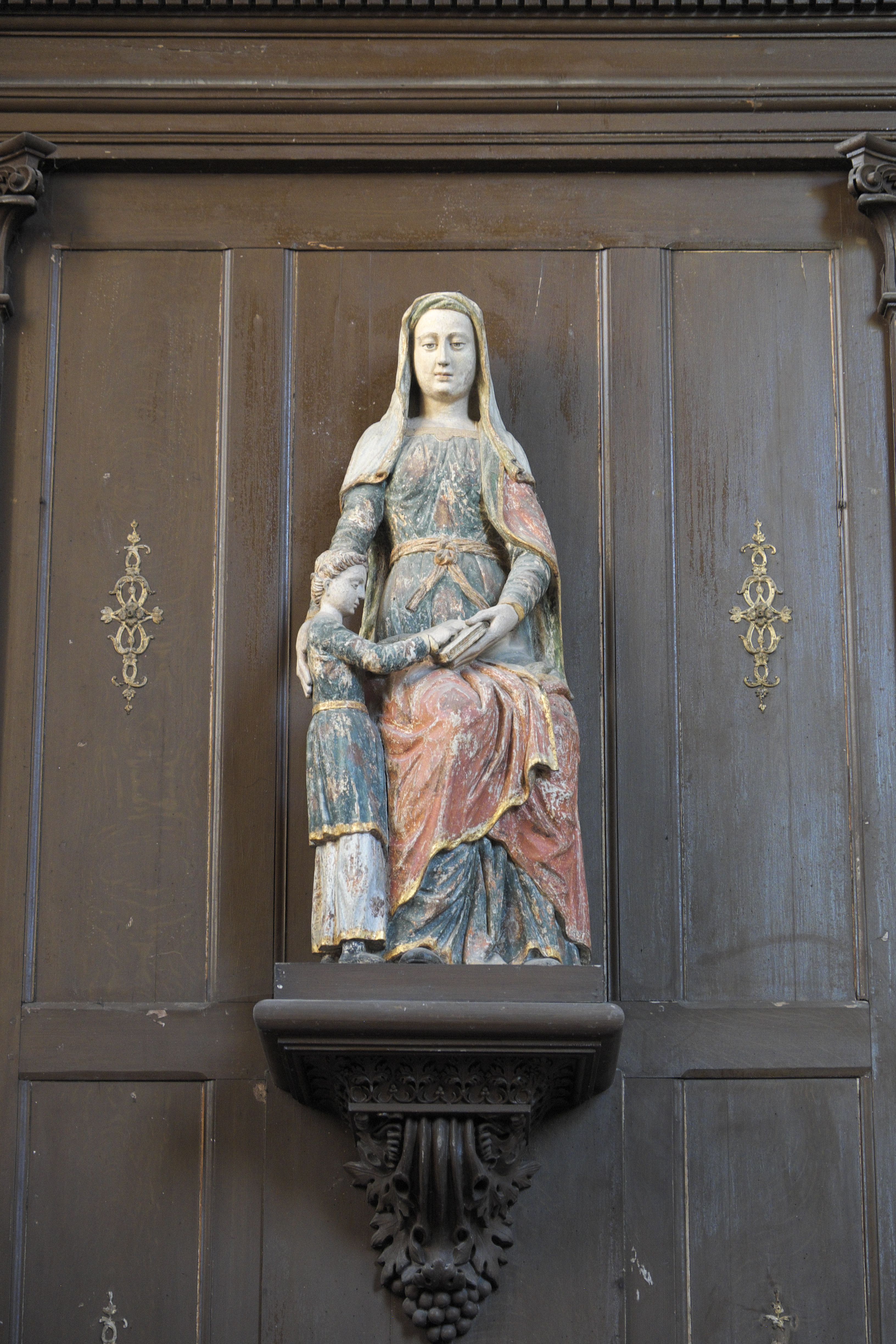
Éducation de la Vierge
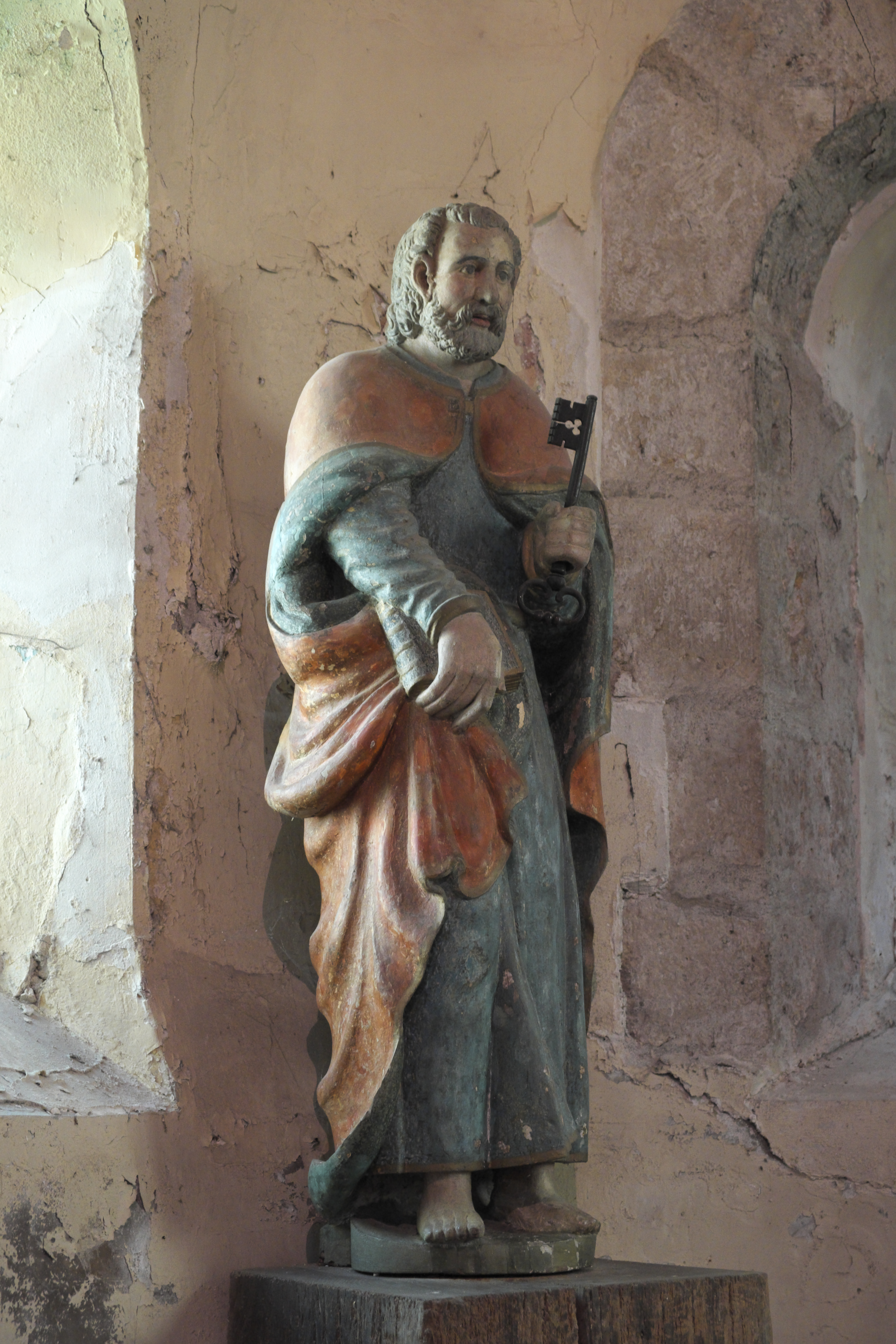
Saint Pierre
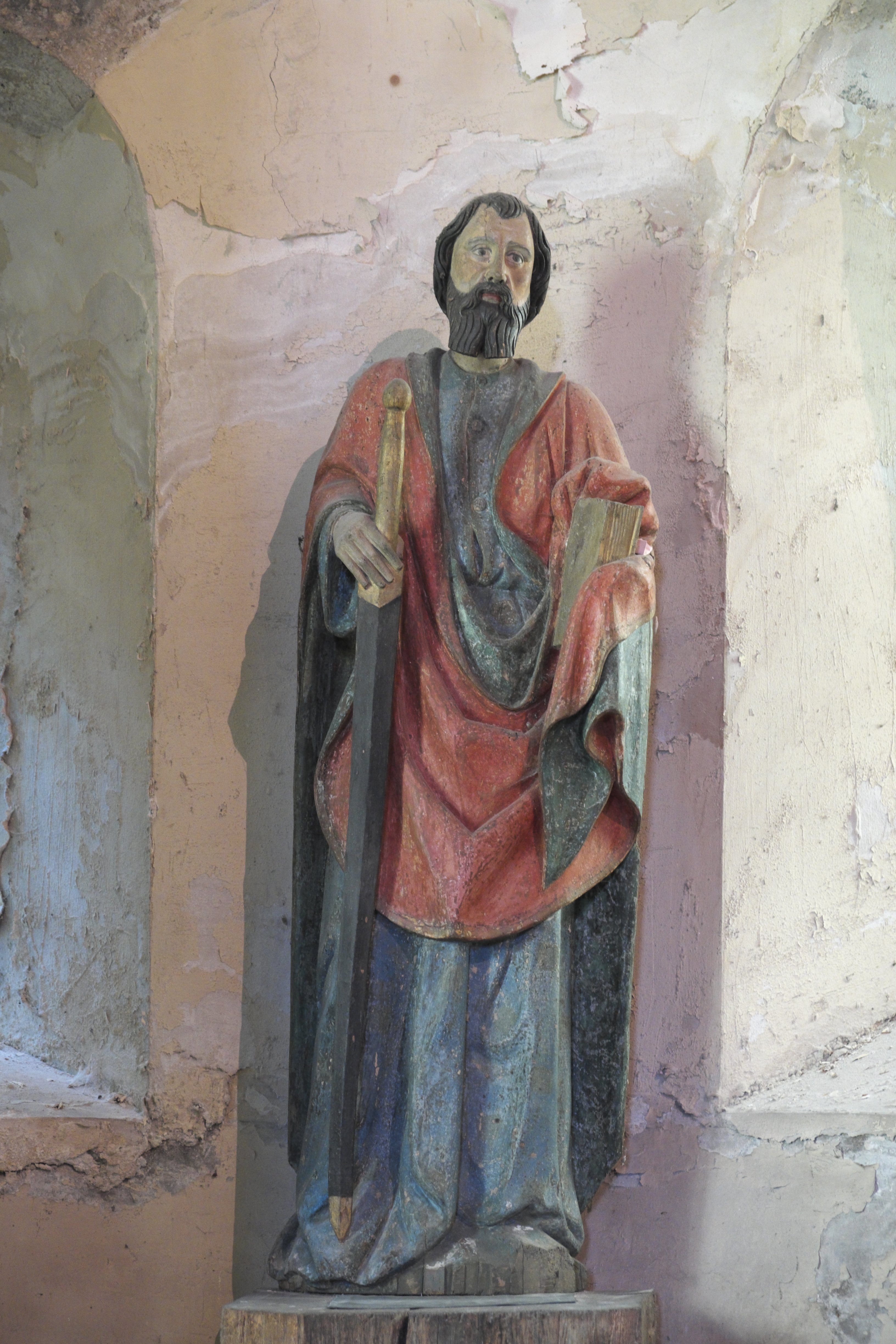
Saint Paul
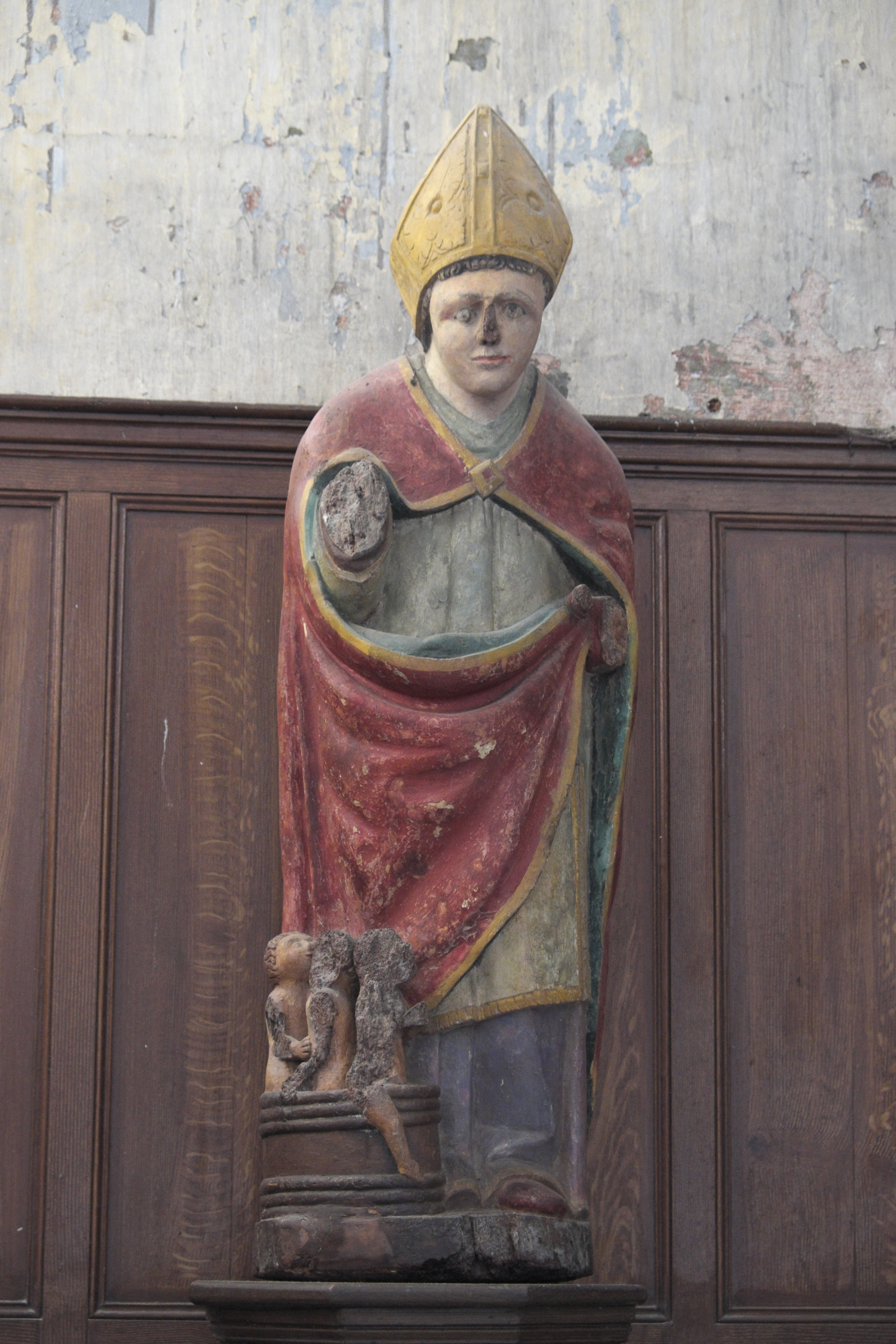
Saint Nicolas
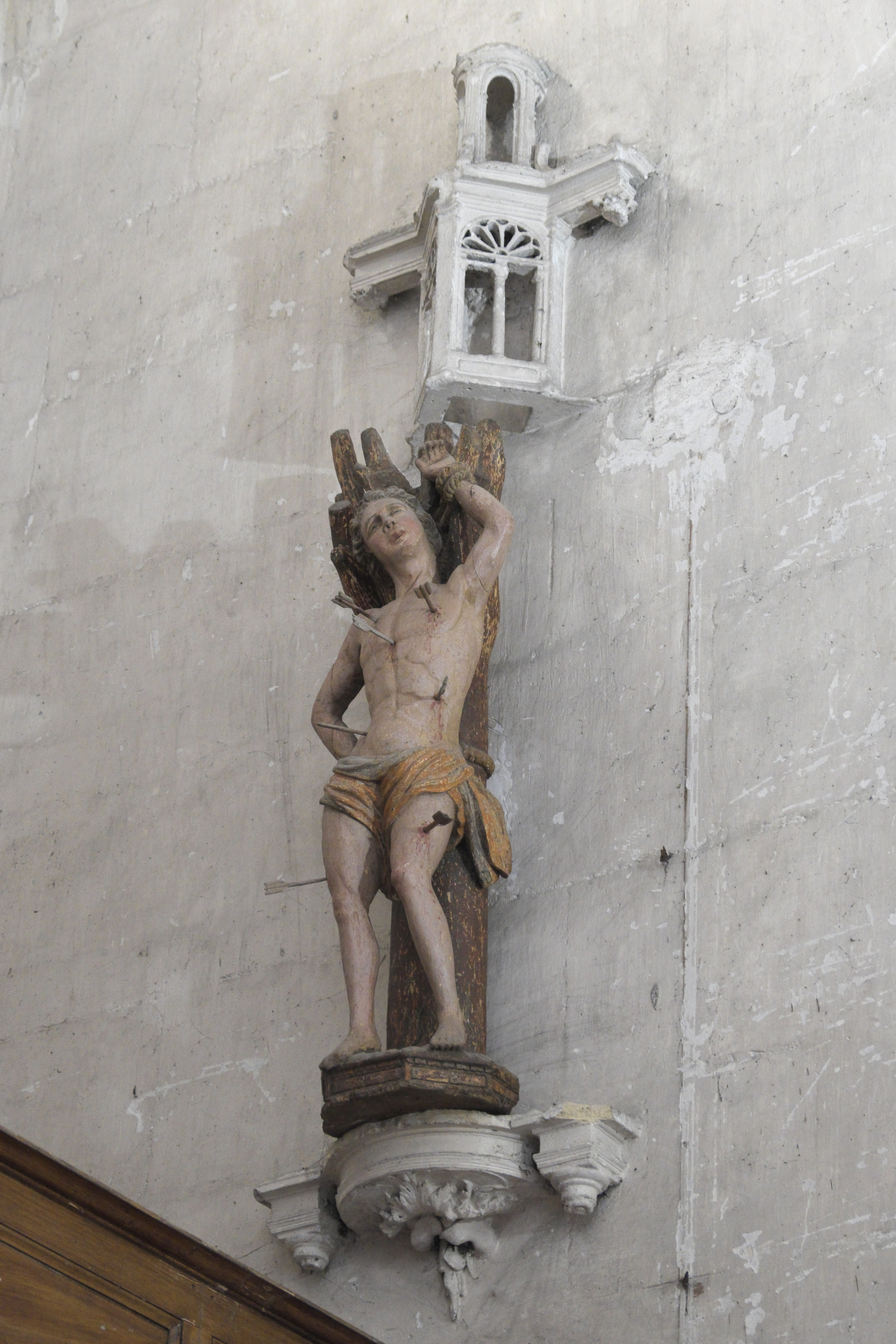
Saint Sébastien
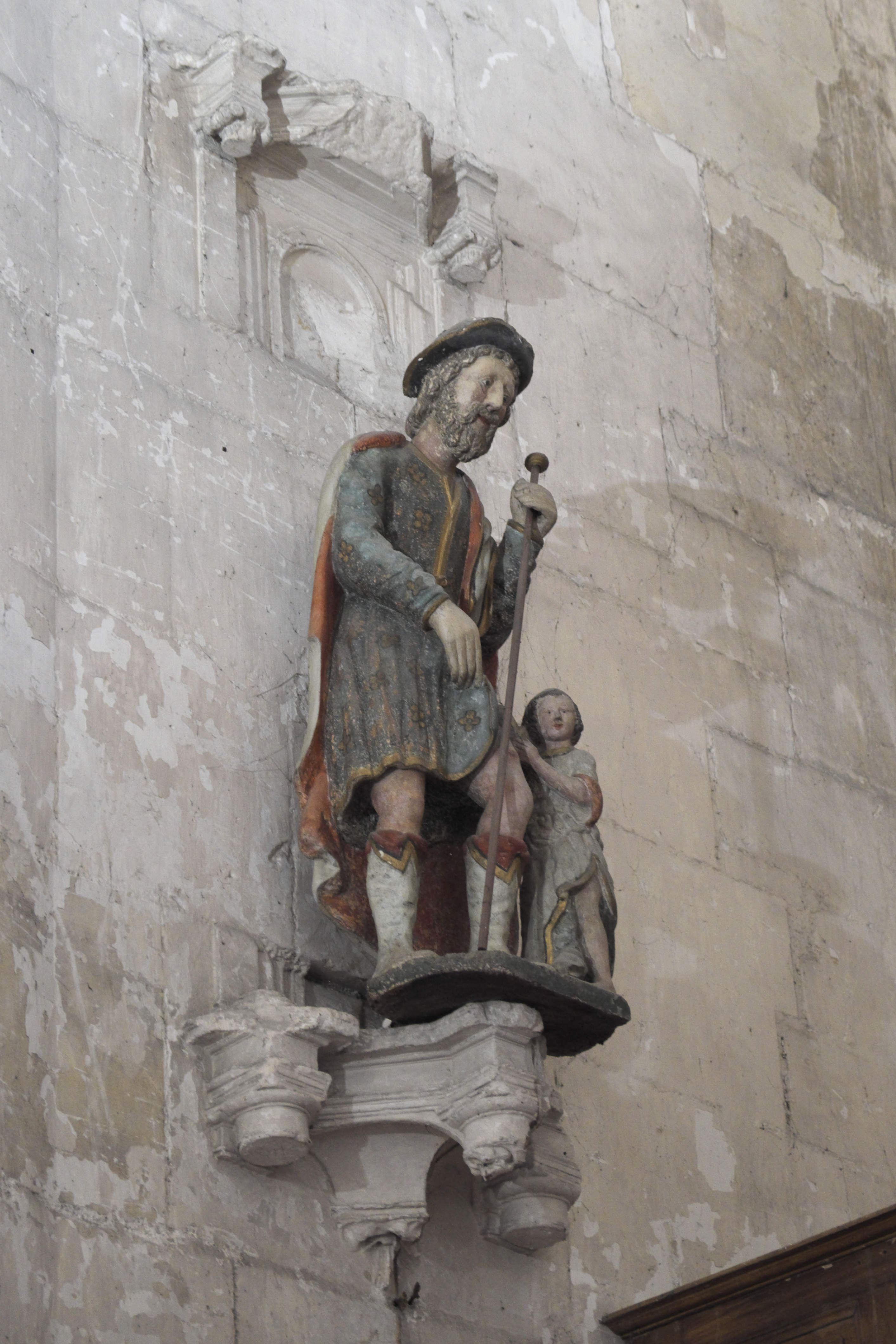
Saint Roch
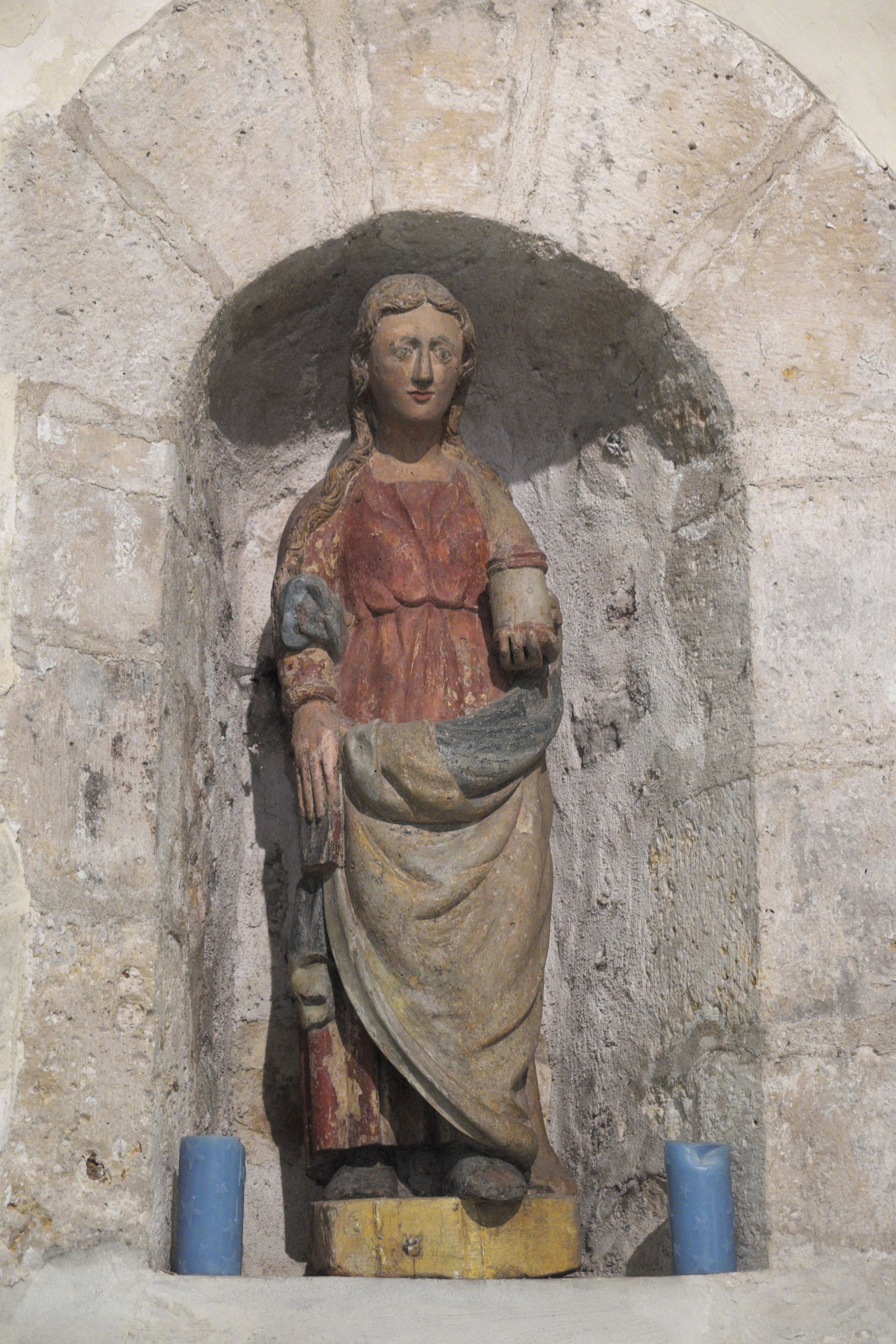
Marie Madeleine
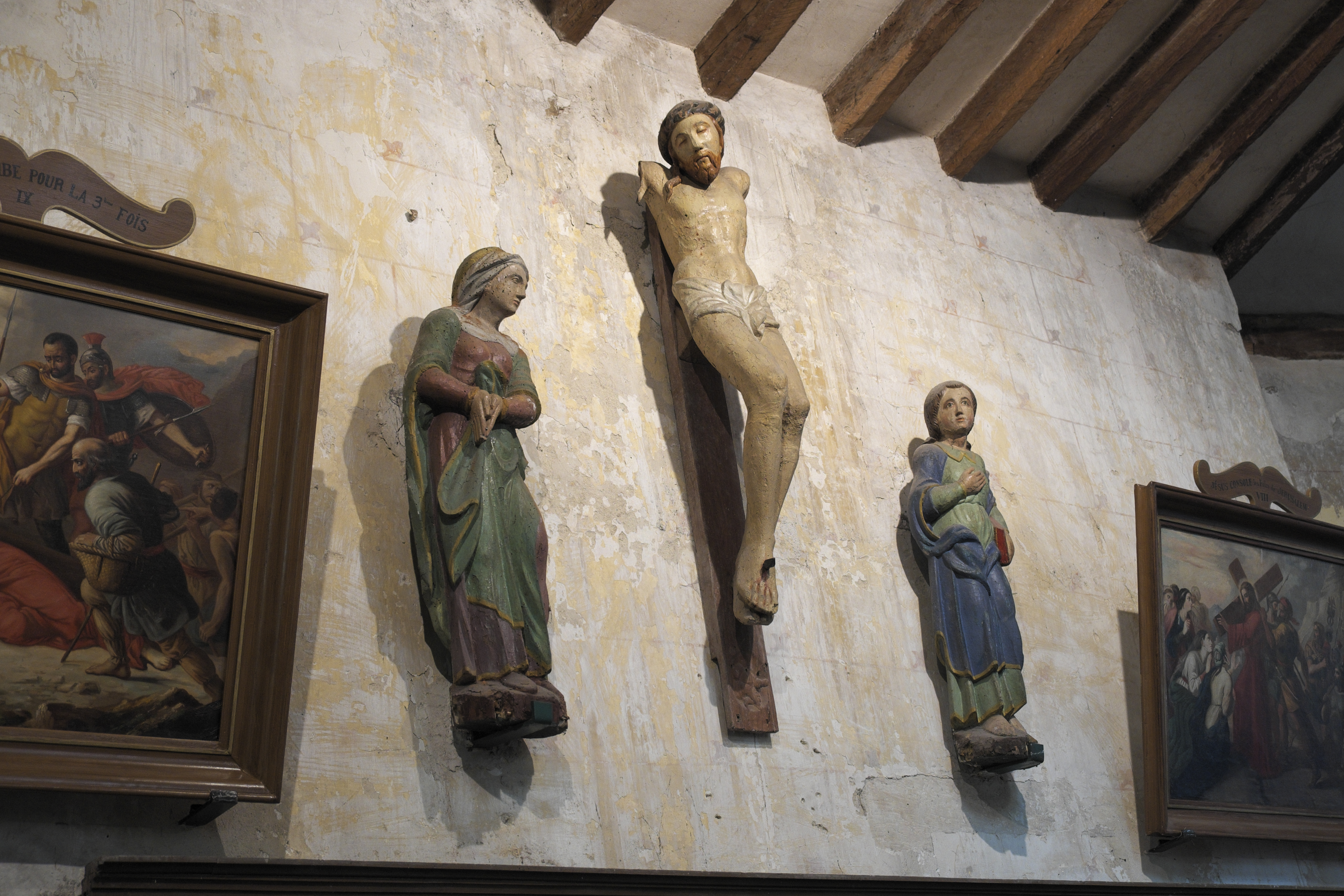
Crucifixion

## Orgue
L'orgue, construit par Pierre Caste, a été inauguré en 1599. Il a été reconstruit et completé aux XVIIe et XIXe siècles. En 2012, le buffet est classé monument historique au titre d'objet.